# Galina Sergeeva
Galina Sergeeva (Nižnie Kotly, 1º febbraio 1914 – Mosca, 1º agosto 2000) è stata un'attrice sovietica.

## Filmografia parziale

### Interpretazioni
- Cavoletto (1934)
- Mjač i serdce (1935)
- L'attrice (1942)

## Premi
- Artista onorato della RSFSR